# Eurrhyparodes tricoloralis
Espèce
Synonymes
- Botys confusalis[2]
- Botys tricoloralis Zeller, 1852[1]
- Eurrhyparodes confusalis Warren, 1896[1]
- Isopteryx abnegatalis Walker, 1859[1]

Eurrhyparodes tricoloralis est une espèce de papillons de la famille des Crambidae et qui se rencontre  en Afrique, aux Seychelles, sur l'archipel des Chagos, à La Réunion, en Australie, en Asie (Japon et Hong Kong).

## Systématique
L'espèce Eurrhyparodes tricoloralis a été initialement décrite en 1852 par l'entomologiste allemand Philipp Christoph Zeller (1808–1883) sous le protonyme de Botys tricoloralis.

## Divers
Ce papillon figure sur un timbre de 30 cents des Îles Cocos émis en 1982.